# Rikky von Opel
 Rikky von Opel  va ser un pilot de curses automobilístiques de Liechtenstein que va arribar a disputar curses de Fórmula 1.
Va néixer el 14 d'octubre del 1947 a Nova York, Estats Units.

## A la F1
Rikky von Opel va debutar a la vuitena cursa de la temporada 1973 (la 24a temporada de la història) del campionat del món de la Fórmula 1, disputant l'1 de juliol del 1973 el GP de França al circuit de Paul Ricard.
Va participar en un total de catorze curses puntuables pel campionat de la F1, disputades en dues temporades consecutives (1973 - 1974) aconseguint un novè lloc (en dues ocasions) com a millor classificació en una cursa i no assolí cap punt pel campionat del món de pilots.

## Resultats a la Fórmula 1
| Any  | Equip                     | Xassís  | Motor    | 1       | 2   | 3   | 4       | 5       | 6       | 7     | 8      | 9       | 10      | 11  | 12      | 13      | 14     | 15      | Posició | Punts |
| ---- | ------------------------- | ------- | -------- | ------- | --- | --- | ------- | ------- | ------- | ----- | ------ | ------- | ------- | --- | ------- | ------- | ------ | ------- | ------- | ----- |
| 1973 | Team Ensign               | Ensign  | Cosworth | ARG     | BRA | SUD | ESP     | BEL     | MON     | SUE   | FRA 15 | GBR 13  | HOL NVS | ALE | AUT Ret | ITA Ret | CAN NC | USA Ret | -       | 0     |
| 1974 | Team Ensign               | Ensign  | Cosworth | ARG NVS | BRA | SUD |         |         |         |       |        |         |         |     |         |         |        |         | -       | 0     |
| 1974 | Motor Racing Developments | Brabham | Cosworth |         |     |     | ESP Ret | BEL Ret | MON NVQ | SUE 9 | HOL 9  | FRA NVQ | GBR     | ALE | AUT     | ITA     | CAN    | USA     | -       | 0     |

### Resum
| Curses: | Victòries: | Pòdiums: | Poles: | Voltes ràpides: | Punts: |
| ------- | ---------- | -------- | ------ | --------------- | ------ |
| 14      | 0          | 0        | 0      | 0               | 0      |